# Municipio Vecchio (Dresda)
Il Municipio Vecchio (in tedesco Altes Rathaus) è stato la sede storica del consiglio comunale di Dresda sulla piazza del vecchio mercato. In particolare, il municipio situato nella parte interna della città vecchia si distingueva da quello situato dall'altra parte dell'Elba, il municipio di Neustadt, e fu utilizzato per scopi istituzionali anche dopo l'incorporazione nella città antica. Dalla costruzione del nuovo municipio (1905-1910), il vecchio edificio è stato definito "Antico municipio". 

Progetto per la facciata del vecchio municipio di Johann Christoph Knöffel

## Storia

Antico municipio, dettagli della facciata

Il più antico municipio conosciuto di Dresda si trovava nell'angolo nord-ovest dell'Altmarkt. Dopo la demolizione dell'edificio, nel 1707, il consiglio, nel 1709, acquistò la casa del conte all'angolo di Scheffelgasse (precedentemente Große Webergasse), sul lato ovest del mercato, con il consenso dell'elettore Federico Augusto I. A causa delle cattive condizioni dell'edificio, fu necessario costruirne uno nuovo, nel 1740, sullo stesso luogo del precedente, che fu realizzato dal sindaco Johann Gottfried Fehre dal 1741 al 1745.
Dopo che gli uffici amministrativi della città di Dresda si erano trasferiti nel Nuovo Municipio, nell'ottobre del 1910, tutti gli uffici amministrativi precedentemente decentralizzati vi trovarono posto. L'uso del vecchio edificio terminò con la distruzione di Dresda nel Bombardamento di Dresda del 13 e 15 febbraio 1945. 

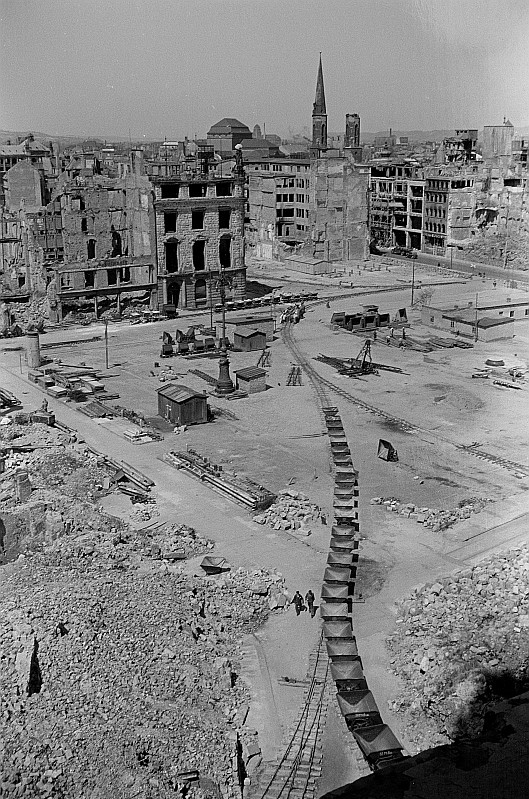
Vista dalla Kreuzkirche sul lato occidentale del vecchio mercato (1950): le macerie indicano la rovina di un edificio. Alla sua sinistra c'era il vecchio municipio.

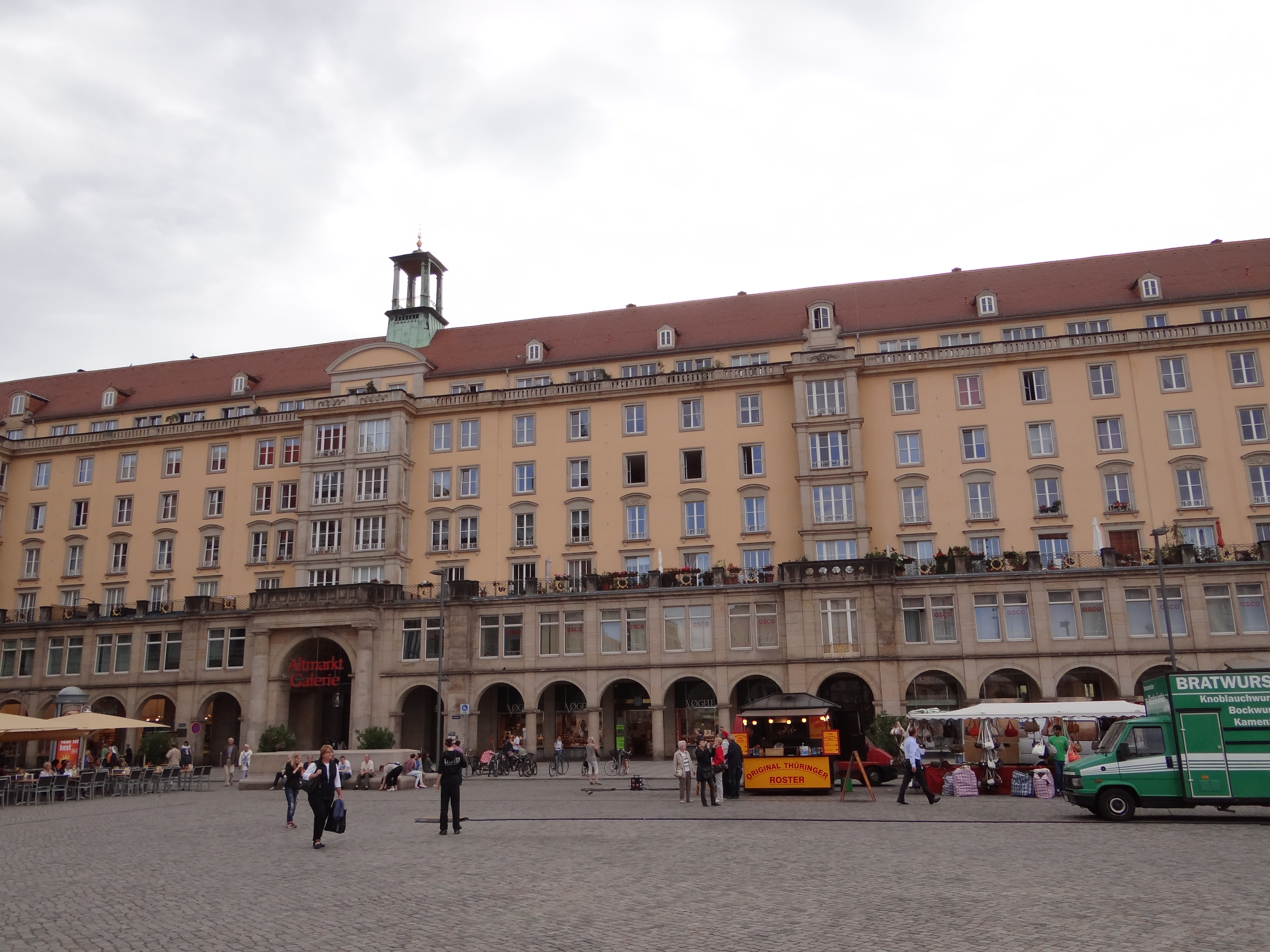
Sugli edifici successivi degli anni '50, la posizione del vecchio municipio è approssimativamente contrassegnata dalla torre sul tetto. La casa Altmarkt sul lato opposto assume anche in parte l'aspetto dell'antico municipio.

L'edificio fu danneggiato durante la seconda guerra mondiale, quindi la ricostruzione, secondo una stima fatta nel 1946, sarebbe costata 1,3 milioni di marchi. Kurt W. Leucht, in una riunione, il 3 novembre 1948 presso l'Ufficio di Stato per la conservazione dei monumenti, disse che considerava impossibile la ricostruzione a causa dell'elevato danno subito dalla struttura. I ladri avevano rubato l'inferriata del balcone, storicamente preziosa, nel febbraio 1949. La rovina alla fine divenne la "vittima delle macerie sull'Altmarkt dopo il 1949".

## Descrizione
La facciata era costituita da tredici finestre suddivise in un corpo centrale di tre e da due laterali di cinque ciascuno. I primi due piani superiori si innalzavano sopra un basamento intonacato ed erano segnati da strisce di pilastri, mentre il terzo piano - un piano mezzanino, le cui finestre avevano le estremità arcuate - era separato dai due piani sottostanti da un'ampia cornice a cintura.
Davanti alle finestre del primo piano c'erano dei balconi a sbalzo con ringhiere in ferro battuto dorato. Inoltre, la zona del tetto era adornata con fregi e con lo stemma reale, che erano collocati su un'ampia base nella zona del tetto. Sul tetto c'era un orologio.

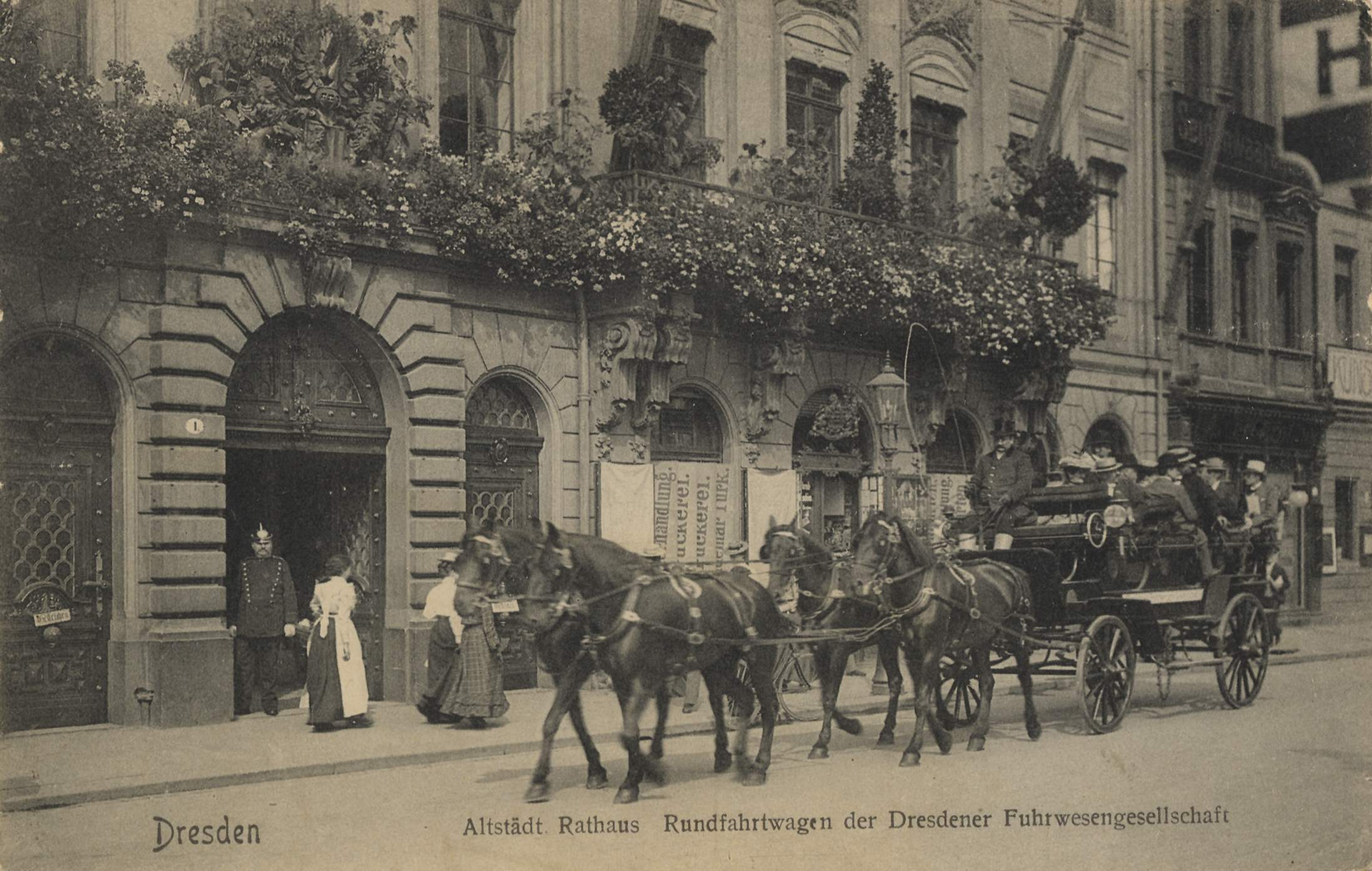
Piano terra del municipio, intorno al 1900
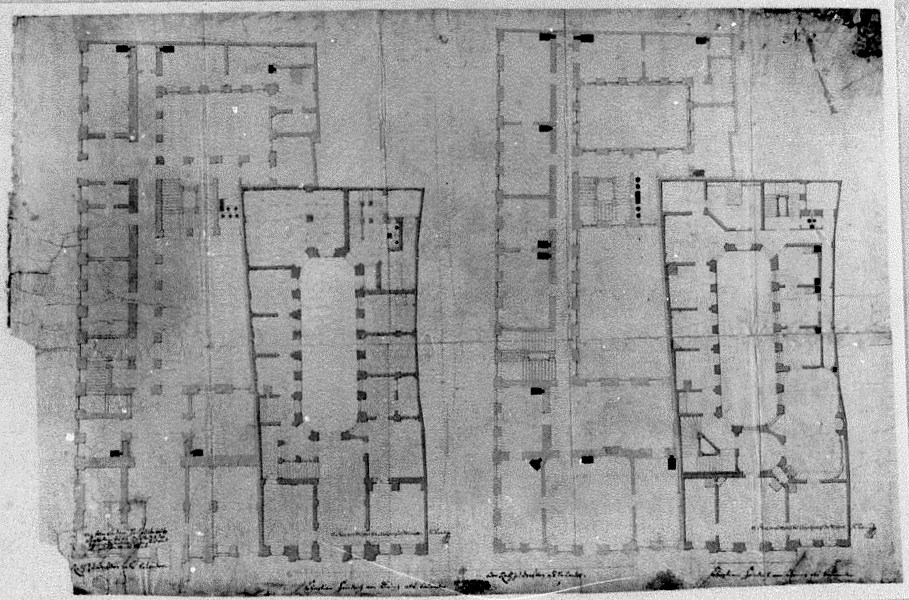
Pianta del vecchio municipio di Johann Christoph Knöffel

## Significato storico-artistico
Secondo Fritz Löffler, "la facciata di Knöffel del municipio [...] è una delle sue opere migliori". Secondo l'elenco “Edifici di valore storico-artistico nella città di Dresda - repertati dopo l'attacco aereo del 13 febbraio 1945 - l'edificio si chiamava "Altes Rathaus am Altmarkt" ed era elencato come monumento architettonico di proprietà della città.